# Opornjače
Opornjače (Osmeriformes), red riba razreda zrakoperki (Actinopterygii). Opormnjače su u Hrvatskoj rijetke i žive u moru, dok su u drugim krajevima uglavnom riječne vrste. U nju pripada i riba-svijeća sa Sjeverozapada Sjeverne Amerike, engleski je poznata kao candlefish. 
Ime im dolazi iz grčkog osmé (ὀσμή, "oporog mirisa") + Latin forma; otuda prema aromi i nazivi opornjače i smelts.
Sastoji se od 14 porodica, od kojih su neke izdvojene u red Argentiniformes, odnosno podred Argentinoidei i Alepocephaloidei.

## Porodice
1. Porodica Galaxiidae
2. Porodica Lepidogalaxiidae
3. Porodica Retropinnidae
4. Porodica Osmeridae
5. Porodica Plecoglossidae
6. Porodica Salangidae

Neki autori u nju su uključivali i porodice
1. Porodica Alepocephalidae
2. Porodica Argentinidae
3. Porodica Bathylaconidae
4. Porodica Bathylagidae
5. Porodica Leptochilichthyidae
6. Porodica Microstomatidae
7. Porodica Opisthoproctidae
8. Porodica Platytroctidae
9. Porodica Sundasalangidae[3]

## Vanjske poveznice
Sestrinski projekti
|  | Zajednički poslužitelj ima još gradiva o temi Opornjače |
|  | Wikivrste imaju podatke o taksonu Opornjače             |